# 嘉靈控股
嘉靈控股集團有限公司，簡稱嘉靈控股集團，以及嘉靈控股（英語：Karin Technology Holdings Limited，SGX：K29），在1977年由伍鈺榮（董事會主席）和伍建榮（董事會總裁）兄弟創立。
現時主要业务是在香港、中國內地、新加坡等地區，經營电子零件贸易和分销，包括提供电子产品和电器的集成电路软件应用设计方案，及科技资讯基础设施服务和电脑数据储存管理方案，其總部位於2/F Karin Building, 166 Wai Yip Street, Kwun Tong, Kowloon, Hong Kong（香港九龍觀塘偉業街166號嘉靈大廈2樓），而股份在2005年3月2日於新加坡交易所主板上市，根據招股書資料，招股價為0.2坡元，配售股份為52,000,000股，集資額為10,400,000坡元。

## 連結
- KarinGroup.com（页面存档备份，存于）